# Copelatus ilybioides
Copelatus ilybioides är en skalbaggsart som beskrevs av Régimbart 1895. Copelatus ilybioides ingår i släktet Copelatus och familjen dykare. Inga underarter finns listade i Catalogue of Life.